# Свинесундский мост
Свинесундский мост (норв. Svinesundsbrua) — мост через фьорд Идде залива Свинесунд на границе Швеции и Норвегии. Мост является частью автодороги Е06 (на участке Гётеборг — Осло). После завершения строительства мост стал самым западным пограничным переходом между Швецией и Норвегией. В настоящее время по мосту проезжает около 15 тыс. автомобилей ежедневно.

## История
Ранее автотранспортное сообщение между Швецией и Норвегией осуществлялось по старому Свинесундскому мосту, построенному в 1946 году. Необходимость в сооружении нового моста возникла в связи с увеличением потока автомобилей.
Мост запроектировала норвежская фирма «Lund & Slaatto Arkitekter» по заказу Шведской национальной автодорожной администрации.

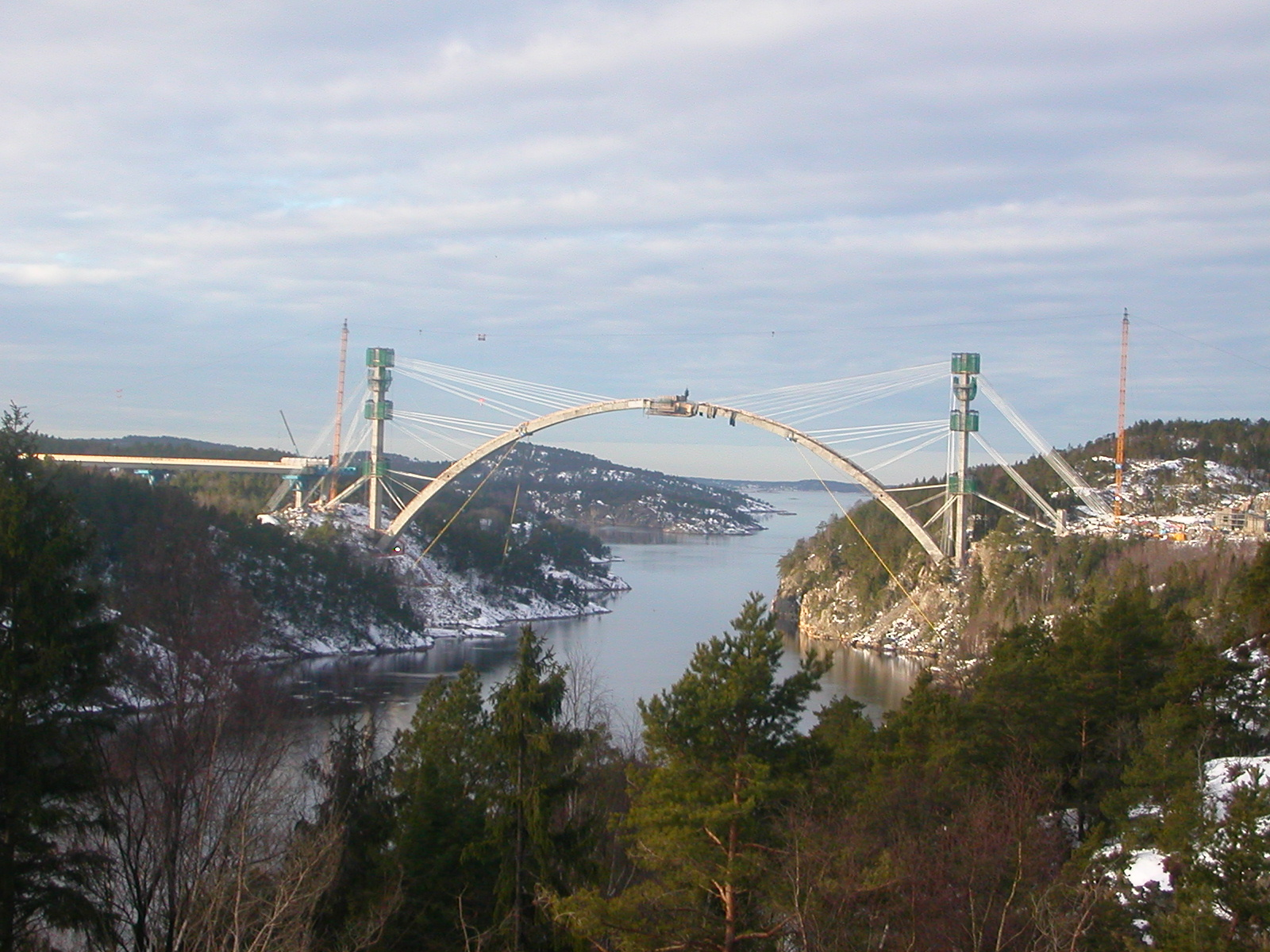
Бетонирование арки Свинесундского моста

Генеральным подрядчиком, осуществлявшим строительство моста, была немецкая фирма Bilfinger Berger.
Бетонирование арки осуществлялось с помощью подвижной опалубки, специально разработанной австрийской фирмой «Doka» для этого моста. Бетонирование производилось участками длиной 5,5 м с непрерывной подгонкой наружных щитов опалубки фирмы «Doka Тор50» из-за конусности сечения арки. Подвижная опалубка перемещалась с помощью гидравлики автоматизированной системы подъёма «SKE 100» этой же компании.
В один участок укладывалось 50—100 м³ высокопрочного бетона (по шведскому стандарту марки К70, по немецкому — В75), который доставлялся кабель-краном. Несмотря на низкие температуры (около −20 °C), работы зимой не прекращались, поскольку бетонная смесь подогревалась до температуры около +15 °C.
Мостовые опоры бетонировались в подвижной опалубке «Doka MF240».
Для изготовления коробчатых балок пролётного строения длиной 704 м потребовалось 7500 т стали. Балки поставлялись из города Ростока секциями длиной 26 м и массой 85 т на специальном автотранспорте, а затем к стройплощадке по воде — на понтонах. Монтаж балок осуществлялся секциями.
Строительство моста осуществлялось в период с 2003 по 2005 год. Открытие моста состоялось 10 июня 2005 года. На церемонии, приуроченной к празднованию 100-летия независимости Норвегии, присутствовали король Норвегии Харальд V и король Швеции Карл XVI Густав, которые встретились на середине нового моста в знак дружбы двух стран.
Расходы по сооружению моста Швецией и Норвегией поделили в соотношении 40:60. Стоимость сооружения составила 60 млн евро, срок окупаемости — 20 лет. Проезд по мосту платный: стоимость проезда (на конец 2010 года) составляла для легковых машин — 20 NOK, для автомобилей массой более 3,5 т — 100 NOK, мотоциклы и мопеды — бесплатно.

## Конструкция

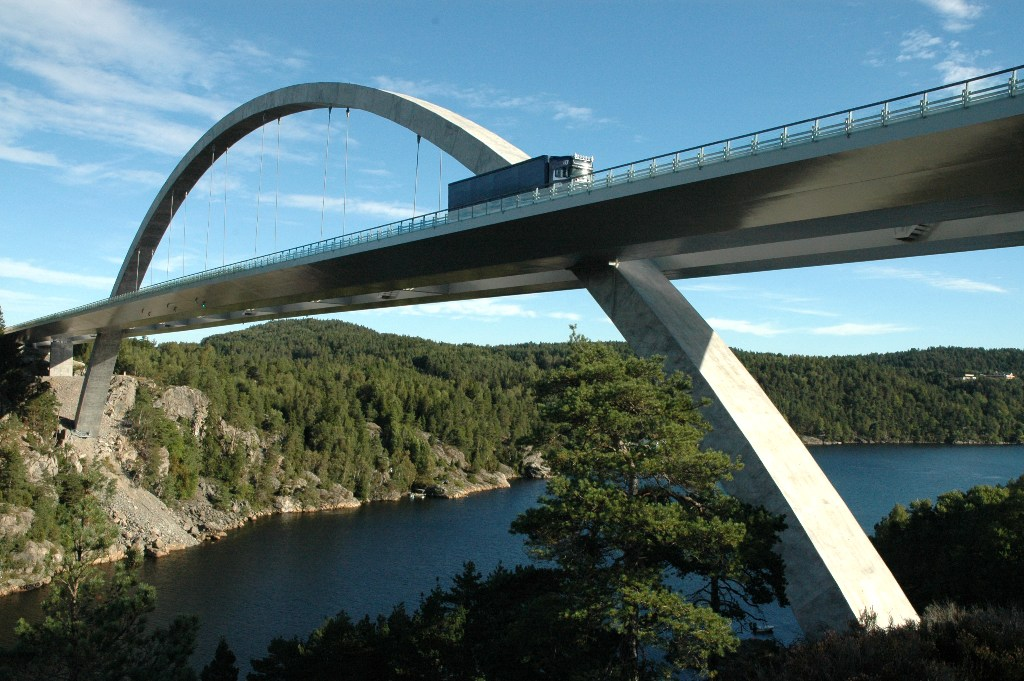
Свинесундский мост между Норвегией и Швецией.

Пролётное строение представляет собой две стальные балки коробчатого сечения, опирающиеся на железобетонную арку со стрелой подъёма над фьордом 60 м. Подмостовый габарит с размерами 55×70 м обеспечивает проход судов стандартных размеров. Сооружены четыре мостовые опоры на шведской стороне в зоне прибрежного моста и один устой на норвежском берегу.
Арка имеет радиус кривизны 1150 м, центральный пролёт составляет 247,3 м. Арка выполнена в виде коробчатой балки трапециевидного поперечного сечения, размеры которого изменяются от 6,3×4,25 м до 4,0×2,7 м, толщина её стенок колеблется от 1 до 0,4 м. Расход ненапрягаемой арматурной стали колеблется в пределах 100—150 кг/м³ бетона в боковых зонах и до 400 кг/м³ в центре, где ширина арки равна 5 м.
Два мостовых устоя и опоры прибрежного моста опираются на скальное основание и только одна опора на шведской стороне заложена на свайном основании. Оно выполнено из сталежелезобетонных свай длиной 20 м, имеющих в поперечном сечении стальной сердечник диаметром 140 мм, обложенный снаружи слоем бетона толщиной 60 мм. Конусообразные мостовые опоры с размерами в плане 7,9×2,9 м имеют конусный уклон в 1,8 %. Их высота — 10,6—47 м.